# Hyrcanoressliella assalemensis
Hyrcanoressliella assalemensis är en tvåvingeart som beskrevs av Jezek 1997. Hyrcanoressliella assalemensis ingår i släktet Hyrcanoressliella och familjen fjärilsmyggor. Inga underarter finns listade i Catalogue of Life.